# Kontinentaleuropa

Det geografiska kontinentaleuropa.

Kontinentaleuropa eller Kontinenten är ett begrepp som i grunden syftar på den del av Europa som utgörs av fastland. Ordet kommer av kontinent som hör ihop med världsdel.
Island, Irland, Storbritannien, Malta samt Cypern ingår inte i Kontinentaleuropa. Halvöar som Skandinaviska halvön, Balkanhalvön och Iberiska halvön kan också ibland uteslutas. Av mer kulturella och/eller politiska skäl utesluts ibland även östligare delar, såsom den europeiska delen av Ryssland, Ukraina, Belarus, Finland och Baltikum, som är belägna utanför Europas historiska kärnområde. Emellertid, efter Sovjetunionens fall och Warsawapaktens upphörande, inräknas dessa områden allt oftare.
I svensk tradition utesluts i vissa fall hela eller delar av Norden från Kontinentaleuropa. I Norge däremot kan de istället dessemellan marknadsföra sitt land som en nordlig del av Kontinentaleuropa. Bland annat är det Nordkap som marknadsförs som Kontinentaleuropas nordligaste del. Motsvarande finns också ibland på Balkan eller på Iberiska halvön. I brittisk tradition utesluts endast Brittiska öarna samt Island. Klarheten av vad som är Kontinentaleuropa är alltså växlande. Det mer globala begreppet för Kontinentaleuropa brukar innebära de delar av Europa som inte är öar utan tillhör fastlandet i Europa. 
Ibland används Kontinentaleuropa som ett kulturellt begrepp, där vissa områden räknas som mer kontinentala än andra. I Sverige har "Kontinenten" då ofta kommit att uppfattats ett kärnområde för europeisk kultur, delvis skilt från de svenska och nordiska kultursfärerna genom skillnader i exempelvis umgänges- och alkoholvanor. Denna uppfattning har blivit mindre vanlig efter att Sverige gick med i Europeiska unionen (EU), vilket har lett till att fler ser sig själva som européer.